# Episodi di 2 Broke Girls (prima stagione)
La prima stagione della sitcom 2 Broke Girls, composta da 24 episodi, è stata trasmessa in prima visione assoluta negli Stati Uniti d'America da CBS dal 19 settembre 2011 al 7 maggio 2012.
In Italia la stagione è stata trasmessa da Mya, canale pay della piattaforma Mediaset Premium, dal 21 maggio al 30 luglio 2012; in chiaro è andata in onda su Italia 1 dal 10 marzo 2013.
| nº | Titolo originale                     | Titolo italiano                      | Prima TV USA      | Prima TV Italia |
| -- | ------------------------------------ | ------------------------------------ | ----------------- | --------------- |
| 1  | Pilot                                | ...e una nuova occasione             | 19 settembre 2011 | 21 maggio 2012  |
| 2  | And the Break-up Scene               | ...e un ragazzo da mollare           | 26 settembre 2011 | 21 maggio 2012  |
| 3  | And Strokes of Goodwill              | ...e la maglietta di seconda mano    | 3 ottobre 2011    | 28 maggio 2012  |
| 4  | And the Rich People Problems         | ...e i problemi dei ricchi           | 10 ottobre 2011   | 28 maggio 2012  |
| 5  | And the '90s Horse Party             | ...e la festa anni '90               | 17 ottobre 2011   | 4 giugno 2012   |
| 6  | And the Disappearing Bed             | ...e il letto a scomparsa            | 24 ottobre 2011   | 4 giugno 2012   |
| 7  | And the Pretty Problem               | ...e i dolci insulti                 | 31 ottobre 2011   | 11 giugno 2012  |
| 8  | And Hoarder Culture                  | ...e la sindrome di accaparramento   | 7 novembre 2011   | 11 giugno 2012  |
| 9  | And The Really Petty Cash            | ...e il fondo per le piccole spese   | 14 novembre 2011  | 18 giugno 2012  |
| 10 | And the Very Christmas Thanksgiving  | ...e il magico mondo di Babbo Natale | 21 novembre 2011  | 18 giugno 2012  |
| 11 | And the Reality Check                | ...e la cruda realtà                 | 5 dicembre 2011   | 25 giugno 2012  |
| 12 | And the Pop-Up Sale                  | ...e la vendita a sorpresa           | 12 dicembre 2011  | 25 giugno 2012  |
| 13 | And the Secret Ingredient            | ...e l'ingrediente a sorpresa        | 2 gennaio 2012    | 2 luglio 2012   |
| 14 | And the Upstairs Neighbor            | ...e la vicina del piano di sopra    | 16 gennaio 2012   | 2 luglio 2012   |
| 15 | And the Blind Spot                   | ...e il punto cieco                  | 6 febbraio 2012   | 9 luglio 2012   |
| 16 | And the Broken Hearts                | ...e i cuori infranti                | 13 febbraio 2012  | 9 luglio 2012   |
| 17 | And the Kosher Cupcakes              | ...e le tradizioni                   | 20 febbraio 2012  | 16 luglio 2012  |
| 18 | And the One-Night Stands             | ...e le storie di una notte          | 27 febbraio 2012  | 16 luglio 2012  |
| 19 | And the Spring Break                 | ...e la vacanza di primavera         | 19 marzo 2012     | 23 luglio 2012  |
| 20 | And the Drug Money                   | ...e il denaro drogato               | 9 aprile 2012     | 23 luglio 2012  |
| 21 | And the Messy Purse Smackdown        | ...e la guerra delle borse           | 16 aprile 2012    | 23 luglio 2012  |
| 22 | And the Big Buttercream Breakthrough | ...e la crema di burro               | 30 aprile 2012    | 30 luglio 2012  |
| 23 | And the Stewart Have a Ball (Part 1) | ...e i nuovi orizzonti (1ª parte)    | 7 maggio 2012     | 30 luglio 2012  |
| 24 | And the Stewart Have a Ball (Part 2) | ...e i nuovi orizzonti (2ª parte)    | 7 maggio 2012     | 30 luglio 2012  |

## ...e una nuova occasione
- Titolo originale: Pilot
- Diretto da: James Burrows
- Scritto da: Michael Patrick King e Whitney Cummings

### Trama
Max Black lavora a Williamsburg, nel diner del coreano Han Lee insieme a Earl, il cassiere settantacinquenne nero che considera Max come una figlia, e a Oleg, il cuoco perennemente eccitato di origini ucraine. Han decide di assumere Caroline Channing, una ragazza bionda e avvenente figlia del miliardario Martin Channing, a cui hanno confiscato tutti i beni di famiglia e messo in prigione per truffa sullo schema Ponzi. Max è prevenuta su Caroline perché secondo lei i ricchi sono presuntuosi e viziati. Grazie a Peach, ricca donna presso cui lavora come baby sitter, Max scopre che Caroline non ha più una casa ed è costretta a dormire nella metropolitana. Decide, allora, di proporle di diventare sua coinquilina e Caroline accetta. A casa di Max, Caroline fa conoscenza con Robbie, il ragazzo di Max, che tenta di flirtare con lei. Caroline rifiuta le sue avance e corre a riferire l'accaduto a Max, che non le crede. Poco dopo, rientrata nel suo appartamento, becca il ragazzo a tradirla e lo lascia. Per farsi perdonare da Caroline le chiede se c'è qualcosa a cui tiene molto, così si ritrova con Chestnut, il cavallo di Caroline, nel suo giardino. Nel frattempo la bionda ha un'idea per guadagnare qualcosa con le doti culinarie di Max: aprire un negozio di cupcake.
- Guest star: Noah Mills (Robbie)
- Totale risparmiato: $ 387,25
- Ascolti USA: telespettatori 19.370.000 - share 16%[6]

## ...e un ragazzo da mollare
- Titolo originale: And the Break-up Scene
- Diretto da: James Burrows
- Scritto da: Michael Patrick King

### Trama
Max decide di restituire a Robbie tutto ciò che era rimasto a casa sua e decide di parlargli per chiarire alcune cose , ma scopre che Caroline l'ha già fatto al posto suo, così iniziano a litigare.
- Guest star: Noah Mills (Robbie)
- Totale risparmiato: $ 364,25
- Ascolti USA: telespettatori 11.750.000 - share 12%[7]

## ...e la maglietta di seconda mano
- Titolo originale: And Strokes of Goodwill
- Diretto da: John Fortenberry
- Scritto da: Jhoni Marchinko

### Trama
Max porta Caroline a fare shopping in un negozio che vende vestiti usati a prezzi economici. A Max piace molto una t-shirt ma la vuole anche un'altra ragazza. Appena Max si distrae questa ragazza le ruba la maglietta dal carrello e Caroline decide di vendicarsi.
- Totale risparmiato: $ 500,25
- Ascolti USA: telespettatori 11.420.000 - share 11%[8]

## ...e i problemi dei ricchi
- Titolo originale: And the Rich People Problems
- Diretto da: John Fortenberry
- Scritto da: Michelle Nader

### Trama
Caroline nota un problema ai denti e chiede a Max di intrufolarsi nel suo vecchio appartamento per prendere il suo bite. Max rimane scioccata vedendo il lusso in cui viveva l'amica. Rimangono un po' di tempo nella casa a godersi ciò che nella loro casa a Williamsburg non possono permettersi. Le due amiche decidono di prendere qualche vestito da poter rivendere e spendono tutti i soldi contanti ad un ristorante di sushi.
- Totale risparmiato: $ 543,25
- Ascolti USA: telespettatori 10.710.000 - share 11%[9]

## ...e la festa anni '90
- Titolo originale: And the '90s Horse Party
- Diretto da: Scott Ellis
- Scritto da: Sonny Lee e Patrick Walsh

### Trama
Il telefono di casa squilla e Caroline risponde scoprendo che Max ha tanti debiti da pagare. Mentre sono in lavanderia vedono una festa a tema anni '80 e decidono di farne una anche loro per raccogliere un po' di denaro; il loro tema sarà "Chestnut e gli anni '90" e renderà questo evento un vero successo. Al diner, Caroline evita il proprio ex, William, grazie all'aiuto di Max.
- Guest star: Travis Van Winkle (William)
- Totale risparmiato: $593,25
- Ascolti USA: telespettatori 11.470.000 - share 11%[10]

## ...e il letto a scomparsa
- Titolo originale: And the Disappearing Bed
- Diretto da: Scott Ellis
- Scritto da: Greg Malins

### Trama
Max ha un episodio imbarazzante al diner con il suo amico Jonnhy. Caroline decide di comprare un letto a scomparsa, in modo da non dormire più sul divano visto che Max non la vuole nel suo letto. Non riesce a montarlo così chiede aiuto a Jonnhy. Max non è d'accordo perché è a disagio ad incontrare Jonnhy dopo quello che è successo al diner, ma poi cede e passa la serata con lui. Caroline convince Max a lasciare un biglietto da visita della loro impresa di cupcake a Peach.
- Totale risparmiato: $423,25
- Ascolti USA: telespettatori 11.190.000 - share 11%[11]

## ...e i dolci insulti
- Titolo originale: And the Pretty Problem
- Diretto da: Scott Ellis
- Scritto da: Greg Malins

### Trama
Caroline e Max iniziano a frequentare un corso per la decorazione di cupcake. Ma alle insegnanti non piacciono le decorazioni dei cupcake di Max. Quest'ultima si arrabbia e decide di portare dei cupcake con degli insulti. Questi attirano l'attenzione di una coppia gay, che commissiona loro un importante lavoro.
- Totale risparmiato: $383,25
- Ascolti USA: telespettatori 10.970.000 - share 12%[12]

## ...e la sindrome di accaparramento
- Titolo originale: And Hoarder Culture
- Diretto da: Ted Wass
- Scritto da: Liz Feldman

### Trama
Caroline deve riuscire a pulire e mettere in ordine la casa di un accumulatore compulsivo. Nel frattempo Max è a dipingere un cartellone con Jonnhy. Cerca anche di baciarlo, ma il giorno dopo il ragazzo si presenta con la fidanzata Cashandra, ragazza di cui non aveva mai parlato a Max.
- Guest star: Marsha Thomason
- Totale risparmiato: $623,25
- Ascolti USA: telespettatori 11.430.000 - share 11%[13]

## ...e il fondo per le piccole spese
- Titolo originale: And the Really Petty Cash
- Diretto da: Ted Wass
- Scritto da: Morgan Murphy

### Trama
Johnny si scusa con Max per non averle detto di Cashandra, ma questo non fa tornare comunque il buon umore alla ragazza, depressa per la situazione. Intanto Cashandra assume Caroline e Max per la mostra d'arte che ha organizzato in cui sono esposti i dipinti del ragazzo, tra cui quello che raffigura il bacio tra lui e Max. Nel corso della mostra Max e Caroline intuiscono che Cashandra non è interessata ai cupcake, bensì vuole difendere la propria relazione.
- Guest star: Marsha Thomason
- Totale risparmiato: $623,25
- Ascolti USA: telespettatori 11.770.000 - share 12%[14]

## ...e il magico mondo di Babbo Natale
- Titolo originale: And the Very Christmas Thanksgiving
- Diretto da: Jean Sagal
- Scritto da: Michael Patrick King

### Trama
Alle ragazze serve un nuovo impastatore elettrico per fare i cupcake. Per guadagnare i soldi necessari Max e Caroline decidono di lavorare come elfi di Babbo Natale in un negozio. Inizialmente Max non è entusiasta dell'idea, poiché odia il periodo natalizio, ma si lascia convincere da Caroline che ha ottimi ricordi delle festività. La situazione si capovolgerà quando Caroline non potrà visitare il padre in prigione e Max sarà ingaggiata per interpretare, anziché l'elfo, la moglie di Babbo Natale.
- Totale risparmiato: $621,25
- Ascolti USA: telespettatori 11.330.000 - share 12%[15]

## ...e la cruda realtà
- Titolo originale: And the Reality Check
- Diretto da: Fred Savage
- Scritto da: Molly McAleer

### Trama
Con l'arrivo dell'inverno Max cerca di convincere Caroline a trovare una sistemazione adatta a Chestnut che, visto il freddo e la neve, non può più vivere nel piccolo cortile del loro appartamento. Data la partecipazione di Peach ad un programma televisivo si presenta per le due un'ottima occasione per far adottare alla donna il cavallo di Caroline.
- Totale risparmiato: $621,25
- Ascolti USA: telespettatori 12.750.000 - share 11%[16]

## ...e la vendita a sorpresa
- Titolo originale: And the Pop-Up Sale
- Diretto da: Fred Savage
- Scritto da: Michelle Nader

### Trama
Visti i loro problemi con il forno, Max e Caroline decidono di comprarne uno nuovo. Max sogna un forno viola visto su una rivista che è però molto costoso. Caroline decide allora di vendere dei suoi anelli per avere il denaro necessario. Le due tentano invano di restituire gli anelli nella gioielleria una volta frequentata da Caroline, poiché il nuovo manager medita vendetta nei confronti di questa perché licenziato tempo prima a causa sua. Le due ragazze organizzano così una vendita temporanea nel bagno della gioielleria per alcune donne arabe ma, poiché riconosciuta da alcune sue vecchie amiche, Caroline abbandona la vendita fingendo di non averci niente a che fare minando così l'amicizia con Max.
- Totale risparmiato: $621,25
- Ascolti USA: telespettatori 12.500.000 - share 11%[17]

## ...e l'ingrediente a sorpresa
- Titolo originale: And the Secret Ingredient
- Diretto da: Julie Anne Robinson
- Scritto da: Michael Patrick King

### Trama
Dopo aver scoperto che Han ha triplicato il costo degli assorbenti in vendita nel distributore del bagno della tavola calda, Max comincia una protesta nei confronti del suo datore di lavoro. Nel mentre, Caroline scopre e diventa ossessionata dai coupon che consentono di fare la spesa senza spendere soldi e grazie a questo scoprirà l'ingrediente segreto dei cupcake di Max.
- Guest star: Sonya Eddy
- Totale risparmiato: $644,25
- Ascolti USA: telespettatori 12.100.000 - share 10%[18]

## ...e la vicina del piano di sopra
- Titolo originale: And the Upstairs Neighbor
- Diretto da: Thomas Kail
- Scritto da: Michael Patrick King

### Trama
Dopo la morte del vicino del piano di sopra, Max e Caroline diventano sospettose nei riguardi della nuova inquilina Sophie; si convincono infatti che questa sia una prostituta. Quando Sophie le invita a cena per proporre loro di lavorare per lei, queste scoprono che in realtà Sophie gestisce un'impresa di pulizie.
- Guest star: Jennifer Coolidge
- Totale risparmiato: $665,00
- Ascolti USA: telespettatori 11.400.000 - share 11%[19]

## ...e il punto cieco
- Titolo originale: And the Blind Spot
- Diretto da: Ted Wass
- Scritto da: David Feeney

### Trama
Per vedere se sono adatte a lavorare nella sua impresa di pulizie, Sophie mette alla prova Max e Caroline le quali devono pulire casa sua. Impressionata dalle capacità di Max, Sophie le suggerisce di liberarsi della sua coinquilina che è per lei solo un "peso morto". Inizialmente Max non fa caso a quanto detto dalla donna. In seguito, però, dopo che Caroline brucia un intero ordine di cupcake, la ragazza comincia a pensare che quanto suggeritole possa essere vero.
- Guest star: Jennifer Coolidge, Brad Grunberg
- Totale risparmiato: $865,00
- Ascolti USA: telespettatori 11.470.000 - share 11%[20]

## ...e i cuori infranti
- Titolo originale: And the Broken Hearts
- Diretto da: Ted Wass
- Scritto da: David Feeney

### Trama
Max e Caroline trascorrono la sera di San Valentino all'ospedale a causa di un attacco di cuore di Earl; una volta sul luogo Caroline incontra un medico, sua vecchia fiamma.
- Guest star: Blake Hood, Jennifer Coolidge
- Totale risparmiato: $865,00
- Ascolti USA: telespettatori 10.480.000 - share 10%[21]

## ...e le tradizioni
- Titolo originale: And the Kosher Cupcakes
- Diretto da: Scott Ellis
- Scritto da: Liz Feldman

### Trama
Max e Caroline devono preparare, in occasione di un Bar mitzvah, dei cupcake kosher per una famiglia ebrea ortodossa; nel frattempo Caroline è preoccupata perché si sente salire la febbre, e non può più ricorrere a tutti gli accorgimenti che era solita usare quando aveva ancora le sue risorse economiche. Max decide di non preparare tutti i cupcake kosher, ma se ne pente quando scopre il significato di avere una famiglia: infatti è lei quella che si ammala e verrà curata dalla famiglia ebrea con brodi e termometri.
- Guest star: Jake Elliot, Jennifer Coolidge, Renée Taylor, Mary Testa
- Totale risparmiato: $865,00
- Ascolti USA: telespettatori: 11.370.000 - share 10%[22]

## ...e le storie di una notte
- Titolo originale: And the One-Night Stands
- Diretto da: Scott Ellis
- Scritto da: Sonny Lee e Patrick Walsh

### Trama
Max organizza una festa a sorpresa per il compleanno di Caroline che però è un flop visto il poco budget a disposizione. Decide allora di rifarsi accompagnando Caroline in prigione per far visita a suo padre. Qui Max incontra un suo ex e si faranno alcuni amici sull'autobus per raggiungere l'istituto penitenziario.
- Guest star: Tim Chiou, Brian Robinson, Jennifer Coolidge
- Totale risparmiato: $625,00
- Ascolti USA: telespettatori 10.180.000 - share 10%[23]

## ...e la vacanza di primavera
- Titolo originale: And the Spring Break
- Diretto da: Scott Ellis
- Scritto da: Morgan Murphy

### Trama
La coppia gay per cui Caroline e Max avevano preparato i cupcake del matrimonio propone loro di badare ai loro cani mentre sono in vacanza per qualche giorno. Mentre Caroline si fa coinvolgere un po' troppo dalla situazione, Max inventa un nuovo ed originale gusto per i cupcake.
- Guest star: Chad Michael Collins, Brian Gross, Alison White, Greg Worswick
- Totale risparmiato: $775,00
- Ascolti USA: telespettatori 9.380.000 - share 10%[24]

## ...e il denaro drogato
- Titolo originale: And the Drug Money
- Diretto da: Ted Wass
- Scritto da: Greg Malins

### Trama
Caroline riceve la visita dell'ex avvocato di famiglia che le comunica che presto dovrà rispondere ad alcune domande riguardo a suo padre. Le ragazze decidono di sottoporsi ad un trial clinico per poter pagare l'avvocato. Gli effetti collaterali delle medicine prese si manifestano proprio durante la deposizione.
- Guest star: Josh Pais, D.C. Douglas
- Totale risparmiato: $675,00
- Ascolti USA: telespettatori 8.780.000 - share 10%[25]

## ...e la guerra delle borse
- Titolo originale: And The Messy Purse Smackdown
- Diretto da: Ted Wass
- Scritto da: Molly McAleer

### Trama
Caroline scopre che Max non ha mai pagato le tasse e decide di offrirsi di aiutare l'amica e Earl nella compilazione della dichiarazione.
- Totale risparmiato: $675,00
- Ascolti USA: telespettatori 8.517.000 - share 9%[26]

## ...e la crema di burro
- Titolo originale: And the Big Buttercream Breakthrough
- Diretto da: Ted Wass
- Scritto da: Michelle Nader

### Trama
Le ragazze vengono contattate da Peach per un ordine di cupcake per una sua esigente amica. Max è parecchio contrariata in quanto la richiesta prevede l'utilizzo della crema di burro ma Caroline la convince che tutto andrà bene. Mentre le due si stanno recando a casa dell'amica di Peach, la metro si guasta.
- Guest star: Rico E. Anderson, Ayda Field
- Totale risparmiato: $675,00
- Ascolti USA: telespettatori 9.240.000 - share 10%[27]

## ...e i nuovi orizzonti (1ª parte)
- Titolo originale: And Martha Stewart Have a Ball (Part 1)
- Diretto da: Ted Wass
- Scritto da: Michael Patrick King

### Trama
Caroline porta a casa tutte le lettere ricevute dopo l'arresto di suo padre. Tra tante buste, Sophie scova un invito ad evento organizzato dal Metropolitan Museum. Caroline, tuttavia, non sembra particolarmente entusiasta dell'idea di farsi rivedere in pubblico ma Max la incita a prendere parte alla festa, dato che sarà presente Martha Stewart.
- Guest star: Dana Powell
- Totale risparmiato: $922,00
- Ascolti USA: telespettatori 8.990.000 - share 10%[28]

## ...e i nuovi orizzonti (2ª parte)
- Titolo originale: And Martha Stewart Have a Ball (Part 2)
- Diretto da: Ted Wass
- Scritto da: Michael Patrick King

### Trama
Sophie accompagna le ragazze ad acquistare gli abiti per la serata, offrendosi anche di pagarli, mentre Oleg si offre come autista. Pochi metri dopo la partenza, l'auto si guasta. Grazie ad una brillante idea di Han, le due decidono di recarsi all'evento con Chestnut. Una volta giunte sul luogo viene impedito loro di entrare e quindi decidono di infiltrarsi vestite da cameriere. Una volta dentro, le ragazze corrono in bagno e si rimettono i loro abiti. Proprio nei bagni avviene l'incontro con Martha Stewart. Caroline offre alla donna il nuovo cupcake alla birra e bacon con sciroppo d'acero riuscendo ad impressionarla, tanto da farsi lasciare il loro biglietto da visita.
- Guest star: Dana Powell, Martha Stewart (sé stessa)
- Totale risparmiato: $ 927,00
- Ascolti USA: telespettatori 8.990.000 - share 10%[28]